# Иван Н. Габровски
Иван Николов Габровски е български опълченец. Името му се среща още като Иванчо, а презимето – и като Николаев. Негов син е учителят и краевед Илия Габровски.

## Биография
Роден е през 1854 година в габровското село Водици или колиби Страшката река, и двете днес в състава на град Габрово.
Според биографичните му данни от малък работи като козар и чирак, посещава училище до второ отделение в Нова Махала (Априлово), а по-късно учи при в Соколския манастир при отец Иларион, както и при Цанко Чифликов, който го обучава в абаджийския занаят. Докато чиракува, Габровски попада на емигрантския вестник „Свобода“ на Любен Каравелов, откъдето се вдъхновява да замине за Русчук, за да бъде по-близо до влашките хъшове. През 1875 година Габровски преминава с лодка Дунава и отива във Влашко, впоследствие се установява в Букурещ, където работи в печатницата на Любен Каравелов. На 20 май 1876 година заминава за Браила, където се записва като доброволец в Сръбско-турската война.
Месец по-късно заминава за град Кладово, където в продължение на около месец се обучава и заминава за Делиград под командването на сръбския главнокомандващ генерал Михаил Черняев. Включен е в състава в стрелковата рота на Четвърти батальон под командването на капитан Райчо Николов и участва в битката при Кревет. След края на войната Габровски се връща в Букурещ и през май 1877 година се включва в състава на Българското опълчение в Плоещ и е разпределен в Четвърта дружина под командването на майор Пьотър Редкин. Участва в битките на връх Св. Никола, Шейново и котленското село Тича.
След Освобождението Габровски се установява в Габрово, където остава до края на живота си. Той е дългогодишен секретар на поборническо опълченското дружество. Почива на 21 януари 1938 г. от сърдечен удар.

## Признание
През 1882 г. получава от Плевенския окръжен съвет материална награда – 30 дюнюма земя в с. Радинец (днес Обнова), Плевенско от местността Куру дере.
За участията си в Сръбско-турската и Руско-турската война Габровски е награден е с шест медала за храброст и граждански заслуги: 
- бронзов – сръбски от военно време;
- сребърен – руски от военно време;
- бронзов – от Батенберг;
- бронзов – Априлско въстание;
- железен кръст „За независимостта на България“;
- сребърен кръст „За храброст“.[4]

Със свое решение от 21 септември 1922 г. Габровският градски общински съвет обявява за почетни граждани 522 поборници и опълченци, един от които (под № 240) е Иван (Иванчо) Николов (Николаев) Габровски.